# Житній острів
Жи́тній о́стрів або Великий Житній острів (словац. Veľký Žitný ostrov, нім. Große Schüttinsel, угор. Csallóköz) — річковий острів на південному заході Словаччини у середній течії Дунаю. Найбільший річковий острів Європи.

## Географія
Житній острів повністю розташований на території Словаччини — між основним річищем Дунаю та Малим Дунаєм (128-кілометровим рукавом, котрий починається трохи нижче Братислави, впадає у Ваг, який у свою чергу впадає в Дунай поблизу Комарна).

### Клімат
Заморозки тут починаються в середині жовтня, часто бувають довгі безсніжні періоди. Найтеплішим місяцем є липень, з середньою температурою 20 °C Сонце світить від 2000 до 2500 годин на рік. Число днів з опадами більше взимку, але найбільше опадів випадає влітку, трохи менше навесні. Середньорічна температура становить 9,3 °С, найвища температура досягала 40 °C 20 липня 2007, найнижча температура — -33,1 °C — 11 лютого 1929 року.

## Значення
Острів має величезний пласт підземних вод і є одним з найродючіших сільськогосподарських районів у Словаччині. Через помірний теплий клімат тут вирощують теплолюбиві культури, наприклад, кукурудзу, пшеницю, цукрові буряки, соняшник, ріпак, різні фрукти і овочі.
Житній острів є місцем відпочинку для туристів, головним чином, з Братислави. Популярним є також рафтинг Малим Дунаєм.